# Tháp Po Sah Inư
Tháp Po Sah Inư (còn gọi là Đền Po Sah Anaih hay Tháp Chăm Phố Hài) là một nhóm di tích đền thờ Ấn Độ Giáo hay còn gọi là tháp Chăm, của Vương quốc Chăm Pa, nằm trên đồi Bà Nài, thuộc phường Phú Hài, cách trung tâm thành phố Phan Thiết 7 km về hướng Đông-Bắc.
Nhóm tháp này có phong cách kiến trúc Hòa Lai - một trong những phong cách nghệ thuật cổ của Chămpa. Tuy chỉ có kích thước vừa và nhỏ, nhưng nó chắt lọc được những tinh hoa kỹ thuật kiến trúc và nghệ thuật trang trí của người Chăm xưa tạo nên vẻ uy nghiêm và kỳ bí. Nhóm đền tháp Po Sah Inư là một trong những cụm tháp Chăm còn tương đối nguyên vẹn.
Quần thể di tích được xây dựng cách đây 1200 năm. Hiệu tại chỉ còn 3 tòa tháp: tháp chính, tháp vừa và tháp nhỏ. Tháp chính cao 15m được chia thành ba tầng, có một cửa chính hướng về phía đông – hướng cư ngụ của các vị thần linh theo truyền thuyết Chăm Pa. Theo nhiều tài liệu, ngoài ba tháp chính thì nơi đây còn một tháp khác to lớn hơn rất nhiều, tuy nhiên theo thời gian, tháp đã bị chôn vùi dưới lòng đất đá khoảng hơn 300 năm.

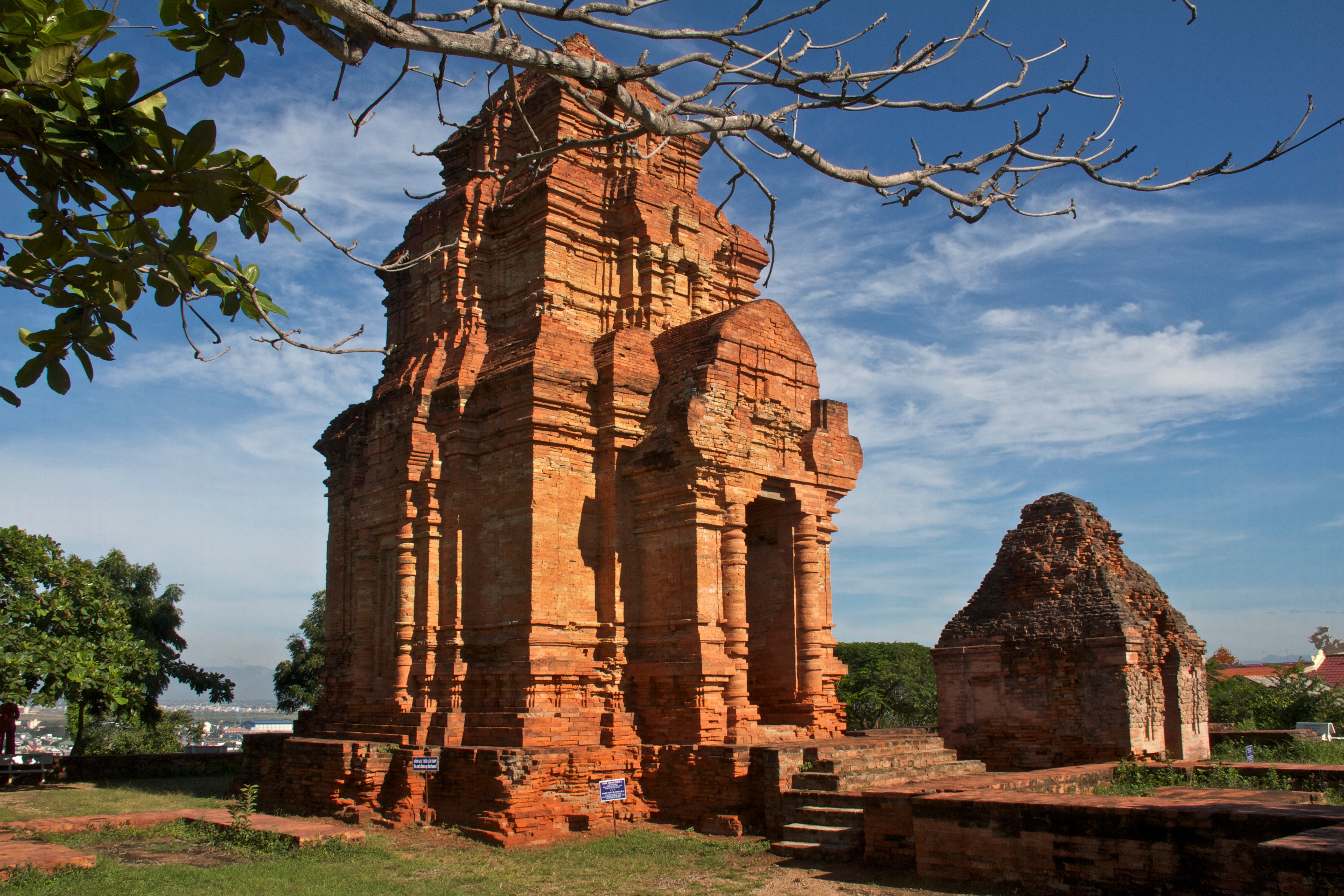

## Lịch sử
- Khoảng cuối thế kỷ thứ 8 đầu thế kỷ thứ 9, người Chăm xây dựng nhóm đền tháp này với mục đích để thờ vị thần Shiva - là một trong những vị thần Ấn Độ giáo được sùng bái và tôn kính.
- Thế kỷ 15, xây dựng thêm một số đền thờ với kiến trúc đơn giản để thờ công chúa Po Sha Inư. Công chúa Po Sha Inuư (con vua Para Chanh) là người có tài đức và phép ứng xử nên được người Chăm đương thời yêu quý. Bà cũng chính là người đã truyền đạt cho nhân dân cách trồng lúa nước, dệt vải thổ cẩm, trồng trọt, chăn nuôi…
- Năm 1992-1995, những cuộc khai quật khảo cổ tại nơi này đã phát hiện ra nhiều nền móng của những ngôi đền bị sụp đổ và bị vùi lấp hàng trăm năm nay, cùng với gạch ngói và một số hiện vật trong lòng các đền tháp có niên đại từ thế kỷ 15. Từ đây tháp có tên gọi là Po Sah Inư.
- Từ năm 1990 đến năm 2000, di tích được chính quyền tỉnh Bình Thuận tu bổ, tôn tạo.
- Năm 1991, di tích này được Việt Nam xếp hạng di tích kiến trúc nghệ thuật cấp quốc gia.

## Sinh hoạt văn hoá
Tháng giêng âm lịch hàng năm, dưới chân tháp đều có diễn ra các lễ hội như Rija Nưga, Poh Mbăng Yang... Người Chăm làm lễ cầu mưa, cầu an...
Vào những ngày lễ - Tết cổ truyền diễn ra các hoạt động văn hóa nghệ thuật chủ đề "Mừng Đảng - Mừng Xuân" phục vụ nhu cầu du xuân, đón tết của nhân dân địa phương và khách du lịch. Các nghệ nhân còn luân phiên trình diễn nghệ thuật dệt thổ cẩm và làm gốm truyền thống Chăm bằng phương pháp thủ công tại khu vực Tháp chính của di tích.